# SN 2000az
SN 2000az – supernowa odkryta 10 marca 2000 roku w galaktyce A091802-0216. W momencie odkrycia miała maksymalną jasność 19,80m.